# Altepexi
Altepexi è una municipalità dello stato di Puebla, nel Messico centrale, il cui capoluogo è la località omonima.
Conta 18.920 abitanti (2010) e ha una estensione di 47,80  km². 	 	
Il nome della località significa luogo dove l'acqua scaturisce dalla roccia.